# Глюк, Кристиан Бернард
Кристиан Бернард Глюк (1680—1735) — сын пастора Глюка, брат вице-президента Юстиц-коллегии Лифляндских и Эстляндских дел Иоганна Готлиба Глюка, камер-юнкер, асессор и советник Камер-коллегии.
Родился в 1680 году в Мариенбурге, Лифляндия (ныне Алуксне, Латвия).
Образование получил в Германии. Сторонник пиетизма, был знаком с одним из основателей этого течения — ректором университета в Галле — А. Г. Франке.
В 1704 году был вызван отцом из Германии в Москву для работы в гимназии. В 1705—1708 годах преподавал в гимназии латынь. После смерти отца претендовал на место ректора гимназии. Глюк был противником нового ректора И. В. Паузе и оппонентом составленной им новой учебной программы гимназии, вследствие чего в 1708 году покинул гимназию.
Придворной карьере Глюка способствовало покровительство Марты Скавронской, воспитанницы его отца (будущая императрица Екатерина I). В 1708—1718 годах он служил камер-юнкером при дворе царевича Алексея Петровича. В июне 1718 — определен асессором Камер-коллегии (позднее — её советник).
В 1721—1722 годах состоял при дворе цесаревен Анны и Елизаветы, предположительно — одним из их домашних учителей.
Умер в 1735 году в Санкт-Петербурге. Его сыновья получили потомственное российское дворянство. 
Женой Глюка была тётка Отто Фридриха Гельмерсена — родоначальника петербургского рода Гельмерсенов.